# Warmduscher
Der Begriff Warmduscher ist eine spaßhafte oder beleidigende Bezeichnung für eine Person, die subjektiv für schwächlich oder feige gehalten wird.
Popularität erreichte der Begriff durch einen Gag von Harald Schmidt während der Fußball-Weltmeisterschaft 1998 über die Nationalspieler Lothar Matthäus und Jürgen Klinsmann, in dem die Ausdrücke „Schwabenschwuchtel“ und „Warmduscher“ vorkamen. Die Äußerung führte zu juristischen Auseinandersetzungen mit dem Deutschen Fußball-Bund, bei denen Schmidt unterlag.
Auf der anderen Seite löste sie im deutschsprachigen Raum die Suche nach Synonymen von „Warmduscher“ aus. Die Synonyme im engeren Sinne waren Schimpfwörter, die – wie Warmduscher – ironisch ein allgemein verbreitetes oder zumindest allgemein als sinnvoll anerkanntes Verhalten verunglimpfen (zum Beispiel Schattenparker, Frühbucher, Balkonraucher, Sitzpinkler, Backofenvorheizer, Frauenversteher); als „Synonyme“ wurden oft aber auch Ausdrücke bezeichnet, die ein vom Sprecher tatsächlich abgelehntes Verhalten aufs Korn nehmen (zum Beispiel Socken-in-Sandalen-Träger, Beim-Fußballgucken-Kamillentee-Trinker, Turnbeutelvergesser, Faltplanfalschfalter), wobei es bei manchem Verhalten vom Sprecher abhängt, welcher Kategorie es zugeordnet wird. Im Internet wurden Listen mit „Synonymen“ (meist beider Formen) gesammelt, die in der Regel mehrere hundert Einträge umfassen.
Ella Frances Sanders hat Warmduscher im Jahr 2014 in ein Buch mit Beispielen von nicht übersetzbaren Wörtern aufgenommen.